# Songs from the Underground
Songs from the Underground – kompilacja amerykańskiego zespołu muzycznego Linkin Park, wydana 28 listopada 2008 roku nakładem Warner Bros. Records. Jest to zbiór utworów pierwotnie wydanych na minialbumie Hybrid Theory EP („And One” i „Part of Me”) oraz przez fan club Linkin Park, Linkin Park Underground, na albumach Underground V2.0, Underground 4.0 i Underground 6 („Dedicated”, „Sold My Soul to Yo Mama”, „Announcement Service Public” i „Qwerty”). Oprócz tego na wydawnictwie znalazły się dwa wcześniej niepublikowane utwory, wykonane na żywo na Projekt Revolution 2008: „My December” i „Hunger Strike” – piosenka z repertuaru zespołu Temple of the Dog, którą wykonał jego wokalista Chris Cornell (z którym zespół Linkin Park koncertował) i w której niespodziewanie pojawił się także Chester Bennington, ówczesny wokalista Linkin Park.

## Lista utworów
Opracowano na podstawie materiału źródłowego.
| Nr | Tytuł utworu                                        | Wykonawca                              | Długość |
| -- | --------------------------------------------------- | -------------------------------------- | ------- |
| 1. | „Announcement Service Public”                       | Linkin Park                            | 2:26    |
| 2. | „Qwerty (Studio Version)”                           | Linkin Park                            | 3:23    |
| 3. | „And One”                                           | Linkin Park                            | 4:31    |
| 4. | „Sold My Soul to Yo Mama”                           | Linkin Park                            | 1:59    |
| 5. | „Dedicated (Demo 1999)”                             | Linkin Park                            | 3:12    |
| 6. | „Hunger Strike (Live From Project Revolution 2008)” | Chris Cornell feat. Chester Bennington | 4:14    |
| 7. | „My December (Live 2008)”                           | Linkin Park                            | 4:14    |
| 8. | „Part of Me”                                        | Linkin Park                            | 12:43   |
|    |                                                     |                                        | 36:42   |

## Notowania na listach przebojów
| Lista (2009)                                  | Pozycja |
| --------------------------------------------- | ------- |
| Austria (Ö3 Austria Top 40)                   | 56      |
| Japonia (Oricon)                              | 9       |
| Niemcy (Offizielle Top 100)                   | 42      |
| Stany Zjednoczone (Billboard 200 (Billboard)) | 96      |
| Szwajcaria (Alben Top 100)                    | 10      |